# Marguerite de Carrouges
Pour les articles homonymes, voir de Carrouges.
Marguerite de Carrouges (née de Thibouville) est une femme de la noblesse française. Elle naît vers 1362 au château de Fontaine-la-Soret et meurt aux environs de l'année 1419.

## Biographie
Fille de Robert de Thibouville (ca.1327 - 1385) et de Jeanne de Bois-Heroult, elle se marie avec Jean IV de Carrouges en 1380 après le décès de Jehanne de Tilly, et devient sa seconde épouse.
Elle donne naissance aux chevaliers Robert de Carrouges (1386-1448), seigneur de Fontaine-la-Soret, Thomas de Carrouges (1388-1419) et Jean de Carrouges (1389-1424).
En janvier 1386, au domaine de Capomesnil, Jacques le Gris, chambellan du comte Pierre II d'Alençon, est réputé l'avoir violée. Il est accusé par Jean de Carrouges et l'affaire est tranchée par un duel judiciaire, le duel Carrouges-le Gris du 29 décembre 1386. Du fait de la mort de l'accusé dans ce combat, Marguerite est reconnue victime du viol et sa bonne foi avérée.

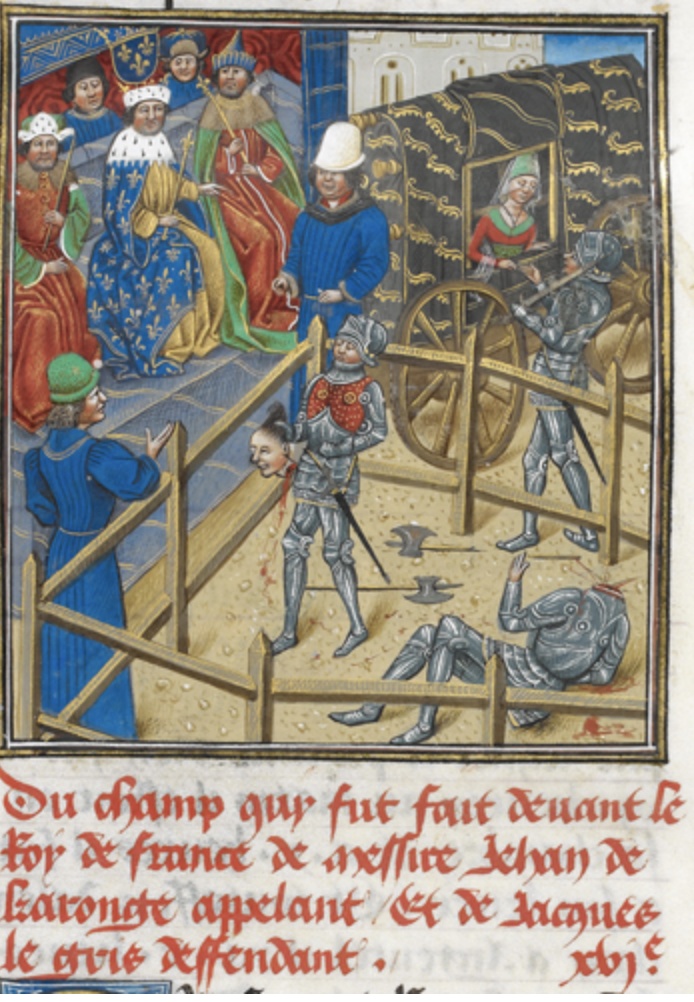
Duel entre Jacques Le Gris et Jean de Carrouges (miniature de Jean de Wavrin, 1480).

## Postérité
Son jugement ainsi que le duel sont cités  dans les chroniques de Jean Froissart.
Eric Jager, professeur de littérature médiévale, les a prises pour base de son roman historique Le Dernier Duel : Paris, 29 décembre 1386, ainsi que les témoignages de l'affaire et les notes laissées par l'avocat de le Gris.
Ridley Scott popularise ce fait divers dans une adaptation cinématographique, Le Dernier Duel (2021). Jodie Comer y interprète le rôle de Marguerite de Carrouges.